# Plecia inflata (Oustalet, 1870)
Penthetria inflata, Protomyia inflata
Espèce
Synonymes
- †Protomyia inflata Oustalet, 1870
- †Penthetria inflata (Oustalet, 1870)

Plecia inflata est une espèce fossile de mouches (diptères) de la famille des Bibionidae.

## Classification

### Description initiale
En 1870 l'espèce Protomyia inflata est décrite par le zoologiste français Émile Oustalet (1844-1905),. 

### Renommage
En 1937 le paléontologue français Nicolas Théobald renomme l'espèce Protomyia inflata en Plecia inflata en même temps qu'il décrit huit autres espèces de Plecia.
En 1994 l'entomologiste américain Neal Luit Evenhuis (1952-) renomme l'espèce Protomyia inflata (ou Plecia inflata) en Penthetria inflata.
En 2017 les entomologistes norvégien John Skartveit (1969-) et français André Nel (1959-) renomment Protomyia inflata (ou Penthetria inflata) en Plecia inflata,  ce qui est confirmé en 2021 par Skartveit et l'entomologiste allemande Sonja Wedmann,.

### Fossiles
Selon Paleobiology Database en 2023, trois collections de fossiles sont référencées, toutes du Rupélien ou Oligocène inférieur, deux de France et une d'Allemagne. Ces collections viennent de :
- Brunstatt, Bas-Rhin en Alsace, décrite en 1891 par Bruno Förster sous le nom de Plecia cf lygeoides[7] ;
- Corent, département du Puy-de-Dôme en Auvergne, collection MNHNP, décrite en 1870 par Émile Oustalet[1] ;
- Kleinkembs en Bade-Wurtemberg en Allemagne, décrite en 1937 par Nicolas Théobald[3],[2].

### Étymologie
L'épithète spécifique inflata signifie « boursouflé ».

## Description

### Caractères
Diagnose de Nicolas Théobald en 1937, : 

« Ech. : R80, 601, 492, 592 + 882, 884. Coll. Mieg, Musée de Bâle, Kleinkembs.
Cette espèce atteint une taille de 9,5 à 11,5 millimètres. Les ailes sont jaunes et dépassent longuement l'abdomen. Elle rappelle P. cf lugens, mais en diffère par l'abdomen de forme plus cylindrique. Nous rapprochons de cette espèce l'Insecte de Brunstatt, décrit par Förster sous le nom de P. cf. lygeoides Heer. En réalité l'échantillon de Brunstatt a des ailes plus longues et l'abdomen plus gros que P. inflata Oustalet de Corent. ».

### Dimensions
La longueur totale est de 9,5 à 11,5 millimètres.

## Galerie
- Espèces vivantes du genre Plecia.
- Plecia heteroptera.
- Plecia imperialis.
- Plecia nearctica.
- Plecia nearctica.
- Plecia ruficollis.
- Plecia ruficollis.

### Articles
1. [2021] (en) John Skartveit et Sonja Wedmann, « A revision of fossil Bibionidae (Insecta: Diptera) from the Oligocene of Germany », Zootaxa, vol. 4909,‎ 2021, p. 1-77 (DOI 10.11646/zootaxa.4909.1.1).
2. [2017] (en) John Skartveit et André Nel, « Revision of fossil Bibionidae (Insecta: Diptera) from French Oligocene deposits », Zootaxa, Magnolia Press (d), vol. 4225, no 1,‎ 23 janvier 2017, p. 1–83 (ISSN 1175-5334 et 1175-5326, OCLC 49030618, PMID 28187637, DOI 10.11646/ZOOTAXA.4225.1.1). .
3. [1994] (en) Neal Luit Evenhuis, Catalogue of the Fossil Flies of the World (Insecta: Diptera), 1994, 1-600 p.
4. [1937] Nicolas Théobald, « Les insectes fossiles des terrains oligocènes de France 473 p., 17 fig., 7 cartes,13 tables, 29 planches hors texte », Bulletin Mensuel de la Société des Sciences de Nancy et Mémoires de la Société des sciences de Nancy, Imprimerie G. Thomas,‎ 1937, p. 1-473 (ISSN 1155-1119 et 2263-6439, OCLC 786027547). .
5. [1891] (de) Bruno Förster, Die Insekten des "Plattigen Steinmergels" von Brunstatt, vol. 3, coll. « Abhandlungen zur Geologischen Specialkarte von Elsass-Lothringen », 1891, 333–593 p. (ISSN 1256-4338, lire en ligne).

### Publication originale
- [1870] Émile Oustalet, « Recherches sur les insectes fossiles des terrains Tertiaires de la France, première partie, insectes fossiles de l'Auvergne, 381 pages, I-VI planches, Annales des sciences géologiques », Thèses présentées à la Faculté des Sciences de Paris : pour obtenir le grade de docteur ès sciences naturelles., Paris, Victor Masson et fils, vol. II, no Série A n°15 n° d'ordre 356,‎ 1870 (lire en ligne). .